# مامادو باگایوکو
مامادو باگایوکو (انگلیسی: Mamadou Bagayoko؛ زادهٔ ۲۱ مهٔ ۱۹۷۹) بازیکن فوتبال اهل فرانسه است.
از باشگاه‌هایی که در آن بازی کرده‌است می‌توان به باشگاه فوتبال گیانینا، باشگاه فوتبال نانت، باشگاه فوتبال استراسبورگ، باشگاه فوتبال الوحده امارات، باشگاه فوتبال اسلوان براتیسلاوا، باشگاه فوتبال دونکستر راورز، باشگاه فوتبال آژاکسیو، و باشگاه فوتبال نیس اشاره کرد.
وی همچنین در تیم ملی فوتبال مالی بازی کرده‌است.